# Thierry François
Pour les articles homonymes, voir François.
Thierry François est un chef décorateur et directeur artistique français.

## Filmographie

### Chef décorateur
- 1989 : Erreur de jeunesse
- 1989 : Un monde sans pitié de Éric Rochant
- 1991 : Bar des rails
- 1992 : Golem, l'esprit de l'exil de Amos Gitaï
- 1994 : Les Patriotes de Éric Rochant
- 1996 : Anna Oz de Éric Rochant
- 1997 : Vive la République ! de Éric Rochant
- 1998 : RPM de Ian Sharp
- 2000 : Saint-Cyr de Patricia Mazuy
- 2000 : Total Western de Éric Rochant
- 2001 : Eden de Amos Gitaï
- 2003 : Rencontre avec le dragon de Hélène Angel
- 2005 : L'Annulaire
- 2005 : Travaux, on sait quand ça commence... de Brigitte Roüan
- 2006 : Un ami parfait de Francis Girod
- 2006 : Fantasma
- 2006 : L'École pour tous de Éric Rochant
- 2007 : Le Candidat
- 2007 : Anna M. de Michel Spinosa
- 2008 : Séraphine de Martin Provost
- 2012 : Do Not Disturb de Yvan Attal
- 2013 : Tu honoreras ta mère et ta mère de Brigitte Roüan
- 2018 : Un peuple et son roi de Pierre Schoeller
- 2018 : Paul Sanchez est revenu ! de Patricia Mazuy
- 2020 : La Bonne Épouse de Martin Provost
- 2022 : Bowling Saturne de Patricia Mazuy

### Directeur artistique
- 1995 : Jefferson à Paris de James Ivory
- 1998 : Yom Yom de Amos Gitaï
- 1999 : Ça commence aujourd'hui de Bertrand Tavernier
- 2001 : Le Pacte des loups de Christophe Gans

## Distinctions
- Chevalier des arts et des lettres

### Récompense
- César 2009 : César des meilleurs décors pour Séraphine

### Nominations
- César 2001 : César des meilleurs décors pour Saint-Cyr
- César 2019 : César des meilleurs décors pour Un peuple et son roi
- César 2021 : César des meilleurs décors pour La Bonne Épouse [1]